# Thallarcha trissomochla
Thallarcha trissomochla là một loài bướm đêm thuộc phân họ Arctiinae, họ Erebidae.